# 武藤英紀
武藤 英紀（むとう ひでき、1982年10月6日 - ）は、東京都中央区出身のレーシングドライバー。

## プロフィール
- 身長: 172cm
- 体重: 64kg
- 血液型：RH+AB型
- 趣味: テニス・ドライブ・ダーツ
- 愛車: ホンダ・CR-V
- 姉が2人いる
- 築地で水産物仲卸を営む布袋寅6代目を継ぐはずだったが、それを捨ててカーレーサーになった。
- イギリスからの帰国の際に金銭が無く、布袋寅4代目の祖父・武藤和順から借用書を書いた上で金銭を借りて帰国した。

## 経歴
1995年にカートデビュー。1997年にカート関東選手権の東シリーズチャンピオンを獲得。1998年中学校卒業の翌日にイギリスに留学1999年にレースデビュー。2000年にはイギリス・フォーミュラ・フォード（FF）に参戦しシリーズ9位。2001年もイギリス・FFでシリーズ9位となったほか、FF・ヨーロッパシリーズにも参戦しシリーズ3位。2002年には帰国し、フォーミュラ・ドリーム（FD）に参戦してシリーズ2位。翌2003年にはFDのシリーズチャンピオンに輝く。
2004年より全日本F3選手権に参戦しシリーズ9位。2005年はシリーズ3位となり、翌2006年よりSUPER GTとフォーミュラ・ニッポンに中嶋企画から参戦。SUPER GT最終戦富士でポールトゥーウィンで初優勝。またフォーミュラ・ニッポン第7戦菅生でファステストラップを記録した。
2007年はアメリカン・オープンホイールのトップカテゴリーを志して、ステップダウン覚悟でインディカー・シリーズ（IRL）の下位カテゴリーであるインディー・プロ・シリーズ（IPS、現インディ・ライツ）にパンサーレーシングから参戦し、第6戦においてポールトゥーウィンで初優勝を飾り、参戦1年目ながら優勝2回、シリーズ2位となり、ルーキー・オブ・ザ・イヤー獲得し好成績を残した。この活躍が評価され、シカゴランドで行われたインディカー・シリーズの最終戦にスーパーアグリ・パンサーレーシングよりスポット参戦することとなり、8位完走。初出場にも拘らずファステストラップを記録した。
2008年はアンドレッティ・グリーン・レーシングのレギュラーシートを獲得し、インディカー・シリーズにフル参戦（カーナンバー27）。初戦こそ24位に沈んだが、第2戦セント・ピーターズバーグで6位完走、以降は安定したレースぶりでトップ10の常連となっていく。シリーズのハイライトとなる第5戦インディ500ではルーキー最高位の予選9番手を獲得、決勝では終盤のペースカー導入を生かし、このレースのルーキー・オブ・ザ・イヤーこそライアン・ハンターレイに譲ったものの7位でフィニッシュ。さらに6月22日の第8戦アイオワ・スピードウェイ決勝で日本人史上最高となる2位に入賞し、自身としても初めて表彰台に上った。シーズン後半こそやや調子を落としたものの、最終的に完走13回、予選最高位3位、決勝最高位2位、トップ5フィニッシュ1回、トップ10フィニッシュ7回を記録して346ポイントを獲得、ランキング10位とチームメイトのダニカ・パトリックやマルコ・アンドレッティにひけをとらない戦いぶりを見せた。また、この年はチャンプカー・ワールド・シリーズとの統合に伴いインディカーに多くのドライバーが移籍してきたため、多くのルーキーがひしめいたシーズンでもあったが、そのなかにあって移籍組で元F1ドライバーのジャスティン・ウィルソンを6ポイント抑えて、ルーキー・オブ・ザ・イヤーを獲得している。
2009年も2008年に引き続きアンドレッティ・グリーン・レーシングからインディカー・シリーズに参戦した。シーズン序盤はマシントラブルなどの不運が続き、あまり成績を残せなかった。2度目の挑戦となった第4戦インディ500では予選は16番手であったが、決勝では上位のドライバーと遜色ない走りを見せ順位を上げた。しかし、ピットストップの度に出遅れて順位を下げてしまったこともあり、結局完走20台中10位でフィニッシュした。その後、第7戦アイオワ・スピードウェイ決勝で3位に入賞し、自身2度目の表彰台を獲得した。アイオワ・スピードウェイでは2年連続の表彰台獲得となった。第8戦リッチモンド決勝では自身初のラップリーダーを記録、300周のレースのうち74周の間トップを走行し4位に入賞した。その後、ロードコースで行われた第13戦のミッド・オハイオと第14戦のインフィニオンでは共に5位に入賞した。最終的には353ポイントを獲得し、年間ランキングでは9位と1ポイント差の11位であった。
2010年はニューマン・ハース・レーシングに移籍してインディカー・シリーズに参戦。しかし、時折速さを見せるも結果が出ないレースが続いた。第5戦カンザスでは予選でこの年のベストグリッドとなる4位につけると、決勝では序盤ポジションを下げるもその後ポジションを上げ表彰台も狙える位置でレース終盤を迎えた。しかし、5位を走行していた200周レースの186周目のレースリスタートで武藤は6位を走行していた佐藤琢磨と接触し、両者はそろってリタイアに終わった。このアクシデントは、武藤の前を走っていた周回遅れのシモーナ・デ・シルベストロが、武藤の側へとラインを寄せてきたことで、武藤としては接触しないよう同じくアウトにラインを膨らませるしかなく、さらにアウト側にいた佐藤とぶつかってしまったことで起きたものであった。続く第6戦のインディ500では予選で2008年に並ぶ9位につけるも決勝はハンドリングトラブルでリタイアに終わった。その後も苦戦が続き、結局この年は決勝では12位が最高で1度もトップ10フィニッシュを果たせず、ランキング18位でシーズンを終えた。

## レース戦績
- 1995年 - カートレースデビュー

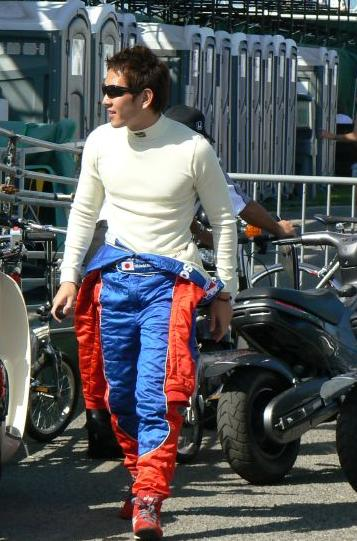
武藤英紀（2008年）

- 1996年 - カートジュニアワールド選手権
- 1997年
  - カート地方選手権関東・東シリーズ（シリーズチャンピオン）
  - カート地方選手権関東・西シリーズ（シリーズ4位）
- 1998年 - イギリス・フォーミュラヴォクスホール・ジュニアウィンターシリーズ
- 1999年 - イギリス・フォーミュラヴォクスホール
- 2000年
  - イギリス・フォーミュラフォード
  - フォーミュラフォードフェスティバル（決勝7位）
- 2001年 - イギリス・フォーミュラフォード
- 2002年
  - フォーミュラドリーム（シリーズ2位）
  - アジアンフォーミュラ2000＜マカオ＞
- 2003年 - フォーミュラドリーム（#9／FD-3 MF224）（シリーズチャンピオン）
- 2004年 - 全日本F3選手権（TODA RACING #2 Honda・戸田FIGHTEX／LOLA-DOME F106/03 MF204C）（シリーズ9位）
- 2005年 - 全日本F3選手権（M-TEC #10 Honda・M-TEC F107／DOME F107 MF204C）（シリーズ3位）
- 2006年
  - 全日本選手権フォーミュラ・ニッポン（PIAA NAKAJIMA RACING #32／FN06 HONDA HF386E）（シリーズ14位）
  - SUPER GT・GT500クラス（EPSON NAKAJIMA RACING #32 EPSON  NSX／NSX NA2 C32B）（シリーズ11位・1勝）
- 2007年
  - インディプロシリーズ（Super Aguri Panther Racing #55／Dallara IP2　Nissan VRH35）（シリーズ2位・2勝）
  - インディーカーシリーズ＜最終戦 スポット参戦＞（Super Aguri Panther Racing #60／Dallrara IR-05 Honda HI7R）（決勝8位）
- 2008年 - インディカーシリーズ（Andretti Green Racing #27／Dallrara IR-05 Honda HI8R）（シリーズ10位）
- 2009年 - インディカーシリーズ（Andretti Green Racing #27／Dallrara IR-05 Honda HI9R）（シリーズ11位）
- 2010年 - インディカーシリーズ（Newman/Haas/Lanigan Racing #06／Dallrara IR-05 Honda HI10R）（シリーズ18位）
- 2011年
  - 全日本選手権フォーミュラ・ニッポン＜Rd.4,7 スポット参戦＞（HP REAL RACING #11／FN09 HR10E）
  - SUPER GT・GT500クラス（AUTOBACS RACING TEAM AGURI #8 ARTA HSV-010 GT／HSV-010 HR10EG）（シリーズ14位）
  - インディカーシリーズ＜Rd.15 スポット参戦＞（Sam Schmidt Motorsports #17／IR-05 HI11R）（決勝18位）
- 2012年 - SUPER GT・GT300クラス＜Rd.4-FSC スポット参戦＞（TEAM 無限 #16 MUGEN CR-Z GT／CR-Z J35A）（シリーズ15位）
- 2013年
  - 全日本選手権スーパーフォーミュラ（DOCOMO TEAM DANDELION RACING #41／SF13 HR12E）
  - SUPER GT・GT300クラス（TEAM 無限 #16 MUGEN CR-Z GT／CR-Z J35A）（シリーズチャンピオン）
- 2014年
  - 全日本選手権スーパーフォーミュラ（DOCOMO TEAM DANDELION RACING #41／SF14 HR-414E）（シリーズ14位）
  - SUPER GT・GT500クラス（TEAM KUNIMITSU #100 RAYBRIG NSX CONCEPT-GT／NSX CONCEPT HR-414E）（シリーズ14位）
- 2015年 - SUPER GT・GT500クラス（KEHIN REAL RACING #17 KEIHIN NSX CONCEPT-GT／NSX CONCEPT HR-414E）（シリーズ8位）
- 2016年 - SUPER GT・GT500クラス（Drago Modulo Honda Racing #15 ドラゴ モデューロ NSX CONCEPT-GT／NSX CONCEPT HR-414E）（シリーズ13位）
- 2017年 - SUPER GT・GT500クラス（TEAM MUGEN #16 MOTUL MUGEN NSX-GT／NSX HR-417E）（シリーズ18位）
- 2018年
  - SUPER GT・GT500クラス（TEAM MUGEN #16 MOTUL MUGEN NSX-GT／NSX HR-417E）（シリーズ15位）
  - インターコンチネンタルGTチャレンジ＜Rd.3 スポット参戦＞（Honda Team Motul #10／NSX GT3 JNC1）（決勝18位）
- 2019年
  - SUPER GT・GT500クラス（TEAM MUGEN #16 MOTUL MUGEN NSX-GT／NSX HR-417E）（シリーズ15位）
  - インターコンチネンタルGTチャレンジ＜Rd.4 スポット参戦＞（Honda Team Motul #30／NSX GT3 Evo JNC1）（決勝15位）
- 2020年 - SUPER GT・GT500クラス（TEAM Red Bull MUGEN #16 Red Bull MOTUL MUGEN NSX-GT／NSX HR-420E）（シリーズ14位）
- 2021年 - SUPER GT・GT500クラス＜Rd.1,2 スポット参戦＞（TEAM KUNIMITSU #1 STANLEY NSX-GT／NSX HR-420E）（シリーズ19位）

### フォーミュラ

#### 全日本フォーミュラ3選手権
| 年     | チーム           | エンジン | クラス | 1        | 2      | 3      | 4       | 5        | 6        | 7      | 8      | 9      | 10     | 11     | 12     | 13     | 14       | 15     | 16     | 17       | 18       | 19       | 20     | 順位 | ポイント |
| ------ | ---------------- | -------- | ------ | -------- | ------ | ------ | ------- | -------- | -------- | ------ | ------ | ------ | ------ | ------ | ------ | ------ | -------- | ------ | ------ | -------- | -------- | -------- | ------ | ---- | -------- |
| 2004年 | TODA RACING      | 無限     |        | SUZ1 8   | SUZ2 7 | TSU1 8 | TSU2 10 | OKA1 Ret | OKA2 DSQ | TRM1 5 | TRM2 7 | SUZ1 3 | SUZ2 2 | SUG1 9 | SUG2 6 | MIN1 8 | MIN2 5   | SEN1 9 | SEN2 7 | MIN1 Ret | MIN2 Ret | TRM1 Ret | TRM2 5 | 9位  | 83       |
| 2005年 | Honda Team M-TEC | 無限     |        | TRM1 Ret | TRM2 1 | SUZ1 4 | SUZ2 1  | SUG1 3   | SUG2 8   | FSW1 5 | FSW2 5 | OKA1 7 | OKA2 7 | SUZ1 4 | SUZ2 3 | MIN1 5 | MIN2 Ret | FSW1 8 | FSW2 6 | MIN1 2   | MIN2 4   | TRM1 1   | TRM2 3 | 3位  | 179      |

#### フォーミュラニッポン/スーパーフォーミュラ
| 年     | チーム                       | 1      | 2       | 2       | 3      | 4       | 5      | 6      | 7        | 7       | 8      | 9       | 順位 | ポイント |
| ------ | ---------------------------- | ------ | ------- | ------- | ------ | ------- | ------ | ------ | -------- | ------- | ------ | ------- | ---- | -------- |
| 2006年 | PIAA NAKAJIMA RACING         | FSW 19 | SUZ 6   | SUZ 6   | TRM 8  | SUZ Ret | AUT 17 | FSW 16 | SUG 10   | SUG 10  | TRM 10 | SUZ Ret | 14位 | 1        |
| 2011年 | HP REAL RACING               | SUZ    | AUT     | AUT     | FSW    | TRM 10  | SUZ    | SUG    | TRM1 Ret | TRM2 9  |        |         | NC   | 0        |
| 2013年 | DOCOMO TEAM DANDELION RACING | SUZ 13 | AUT Ret | AUT Ret | FSW 13 | TRM 12  | INJ C  | SUG 10 | SUZ1 12  | SUZ2 10 |        |         | NC   | 0        |
| 2014年 | DOCOMO TEAM DANDELION RACING | SUZ 10 | FSW1 10 | FSW2 12 | FSW 11 | TRM 5   | AUT 10 | SUG 12 | SUZ1 13  | SUZ2 12 |        |         | 14位 | 4        |

### アメリカン・オープンホイール

#### インディ・ライツ
| 年     | チーム                               | 1     | 2      | 3      | 4      | 5       | 6      | 7      | 8     | 9      | 10     | 11    | 12    | 13    | 14      | 15      | 16  | 順位 | ポイント |
| ------ | ------------------------------------ | ----- | ------ | ------ | ------ | ------- | ------ | ------ | ----- | ------ | ------ | ----- | ----- | ----- | ------- | ------- | --- | ---- | -------- |
| 2007年 | スーパーアグリ・パンサー・レーシング | HMS 3 | STP1 2 | STP2 4 | INDY 5 | MIL Ret | IMS1 1 | IMS2 3 | IOW 3 | WGL1 2 | WGL2 6 | NSH 6 | MDO 5 | KTY 1 | SNM1 19 | SNM2 10 | CHI | 2位  | 481      |

#### インディカー・シリーズ
| 年     | チーム                               | シャシー | エンジン | 1      | 2      | 3      | 4       | 5      | 6       | 7      | 8      | 9      | 10     | 11     | 12     | 13     | 14     | 15     | 16     | 17     | 18     | 19    | 順位 | ポイント |
| ------ | ------------------------------------ | -------- | -------- | ------ | ------ | ------ | ------- | ------ | ------- | ------ | ------ | ------ | ------ | ------ | ------ | ------ | ------ | ------ | ------ | ------ | ------ | ----- | ---- | -------- |
| 2007年 | パンサー・レーシング                 | ダラーラ | ホンダ   | HMS    | STP    | TRM    | KAN     | INDY   | MIL     | TXS    | IOW    | RIR    | WGL    | NSH    | MDO    | MCH    | KTY    | SNM    | DET    | CHI 8  |        |       | 25位 | 24       |
| 2008年 | アンドレッティ・グリーン・レーシング | ダラーラ | ホンダ   | HMS 24 | STP 6  | TRM 11 | LBH     | KAN 6  | INDY 7  | MIL 12 | TXS 6  | IOW 2  | RIR 13 | WGL 9  | NSH 14 | MDO 9  | EDM 27 | KTY 18 | SNM 13 | DET 11 | CHI 22 | SRF 8 | 10位 | 346      |
| 2009年 | アンドレッティ・グリーン・レーシング | ダラーラ | ホンダ   | STP 15 | LBH 20 | KAN 8  | INDY 10 | MIL 8  | TXS 21  | IOW 3  | RIR 4  | WGL 18 | TOR 12 | EDM 14 | KTY 13 | MDO 5  | SNM 5  | CHI 23 | TRM 13 | HMS 6  |        |       | 11位 | 353      |
| 2010年 | ニューマン・ハース・レーシング       | ダラーラ | ホンダ   | SAO 20 | STP 14 | ALA 15 | LBH 13  | KAN 23 | INDY 28 | TXS 12 | IOW 20 | WGL 12 | TOR 12 | EDM 17 | MDO 18 | SNM 17 | CHI 13 | KTY 17 | TRM 14 | HMS 20 |        |       | 18位 | 250      |
| 2011年 | サム・シュミット・モータースポーツ   | ダラーラ | ホンダ   | STP    | ALA    | LBH    | SAO     | INDY   | TXS     | TXS    | MIL    | IOW    | TOR    | EDM    | MDO    | NHM    | SNM    | BAL    | TRM 18 | KTY    | LVS    |       | 43位 | 12       |

#### インディ500
| 年     | シャシー | エンジン | スタート | フィニッシュ | チーム                               | 備考                                       |
| ------ | -------- | -------- | -------- | ------------ | ------------------------------------ | ------------------------------------------ |
| 2008年 | ダラーラ | ホンダ   | 9        | 7            | アンドレッティ・グリーン・レーシング | ルーキー中予選最速 2位（ルーキーで最上位） |
| 2009年 | ダラーラ | ホンダ   | 16       | 10           | アンドレッティ・グリーン・レーシング | Completed every lap                        |
| 2010年 | ダラーラ | ホンダ   | 9        | 28           | ニューマン・ハース・レーシング       | Completed 76 laps                          |

### SUPER GT
| 年     | チーム                     | 使用車両               | クラス | 1      | 2       | 3       | 4       | 5       | 6      | 7      | 8      | 9     | 順位 | ポイント |
| ------ | -------------------------- | ---------------------- | ------ | ------ | ------- | ------- | ------- | ------- | ------ | ------ | ------ | ----- | ---- | -------- |
| 2006年 | NAKAJIMA RACING            | ホンダ・NSX            | GT500  | SUZ 15 | OKA Ret | FSW 7   | SEP 9   | SUG 5   | SUZ 4  | TRM 8  | AUT 12 | FSW 1 | 11位 | 51       |
| 2011年 | Autobacs Racing Team Aguri | ホンダ・HSV-010 GT     | GT500  | OKA 12 | FSW 9   | SEP 9   | SUG 10  | SUZ 9   | FSW 9  | AUT 12 | TRM 13 |       | 14位 | 9        |
| 2012年 | TEAM 無限                  | ホンダ・CR-Z           | GT300  | OKA    | FSW     | SEP     | SUG 16  | SUZ 11  | FSW 3  | AUT 10 | TRM 11 |       | 15位 | 12       |
| 2013年 | TEAM 無限                  | ホンダ・CR-Z           | GT300  | OKA 7  | FSW 2   | SEP 2   | SUG 2   | SUZ 5   | FSW 8  | AUT 9  | TRM 2  |       | 1位  | 85       |
| 2014年 | TEAM KUNIMITSU             | ホンダ・NSX CONCEPT-GT | GT500  | OKA 9  | FSW Ret | AUT 6   | SUG 11  | FSW 7   | SUZ 6  | CHA 8  | TRM 8  |       | 14位 | 23       |
| 2015年 | KEIHIN REAL RACING         | ホンダ・NSX CONCEPT-GT | GT500  | OKA 12 | FSW 4   | CHA 3   | FSW 8   | SUZ Ret | SUG 8  | AUT 3  | TRM 8  |       | 8位  | 39       |
| 2016年 | Drago Modulo Honda Racing  | ホンダ・NSX CONCEPT-GT | GT500  | OKA 12 | FSW 13  | SUG 7   | FSW Ret | SUZ Ret | CHA 2  | TRM 12 | TRM 15 |       | 13位 | 20       |
| 2017年 | TEAM MUGEN                 | ホンダ・NSX-GT         | GT500  | OKA 9  | FSW 15  | AUT 11  | SUG 6   | FSW Ret | SUZ 12 | CHA 13 | TRM 11 |       | 18位 | 7        |
| 2018年 | TEAM MUGEN                 | ホンダ・NSX-GT         | GT500  | OKA 10 | FSW 14  | SUZ Ret | CHA 5   | FSW 14  | SUG 4  | AUT 14 | TRM 14 |       | 15位 | 16       |
| 2019年 | TEAM MUGEN                 | ホンダ・NSX-GT         | GT500  | OKA 7  | FSW 11  | SUZ 12  | CHA Ret | FSW 6   | AUT 14 | SUG 9  | TRM 9  |       | 15位 | 12       |
| 2020年 | TEAM Red Bull MUGEN        | ホンダ・NSX-GT         | GT500  | FSW 12 | FSW 10  | SUZ Ret | TRM 3   | FSW 6   | SUZ 13 | TRM 4  | FSW 11 |       | 14位 | 25       |
| 2021年 | TEAM KUNIMITSU             | ホンダ・NSX-GT         | GT500  | OKA 8  | FSW DNR | SUZ     | TRM     | SUG     | AUT    | TRM    | FSW    |       | 19位 | 3        |
| 2022年 | ARTA                       | ホンダ・NSX GT3        | GT300  | OKA 15 | FSW Ret | SUZ 10  | FSW Ret | SUZ 24  | SUG 7  | AUT 18 | MOT 1  |       | 12位 | 26       |

## タイトル

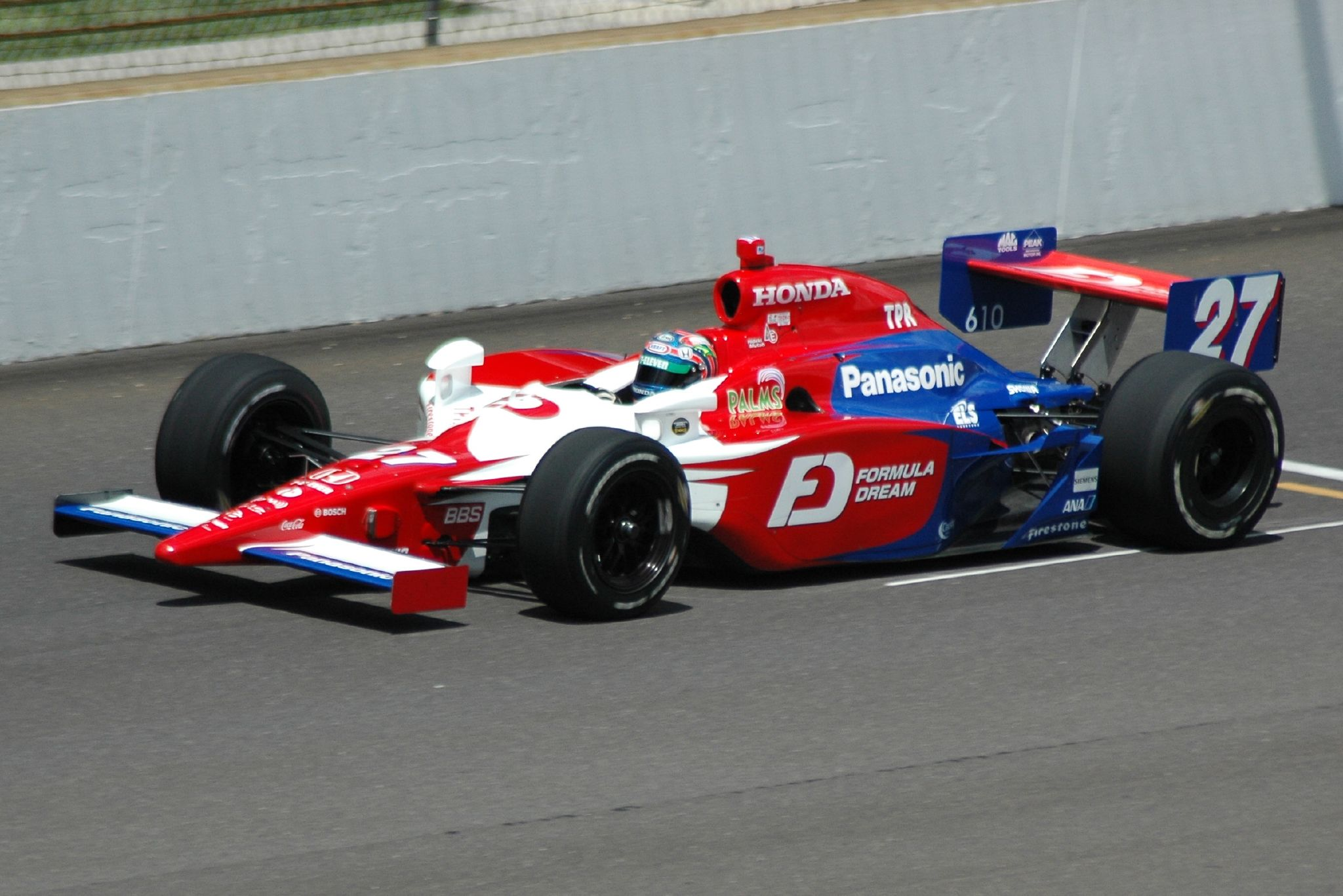
2008年インディ500練習走行

- カート地方選手権関東・東シリーズ　チャンピオン（1997年）
- フォーミュラドリーム　チャンピオン（2003年）
- SUPER GT　ルーキー・オブ・ザ・イヤー（2006年）
- SUPER GT・GT300クラス　チャンピオン（2013年）
- インディプロシリーズ　ルーキー・オブ・ザ・イヤー（2007年）
- インディカー・シリーズ　ルーキー・オブ・ザ・イヤー（2008年）
- 34代目「ファーステスト・ルーキー・オブ・ザ・イヤー」（2008年）